# Pamela Healy
Pour les articles homonymes, voir Healy (homonymie).
Pamela Katherine Healy, née le 24 juin 1963 à San Francisco (Californie), est une skipper américaine.

## Biographie
Pamela Healy remporte la médaille de bronze en 470  aux Jeux olympiques d'été de 1992 avec J. J. Isler.